# Strażnica WOP Węgorzewo
Strażnica w Węgorzewie:
1. podstawowy pododdział graniczny Wojsk Ochrony Pogranicza.
2. graniczna jednostka organizacyjna polskiej straży granicznej realizująca zadania bezpośrednio w ochronie granicy państwowej.

## Formowanie i zmiany organizacyjne
W 1964 roku w Węgorzewie stacjonowała placówka WOP nr 2 19 Kętrzyńskiego Oddziału Wojsk Ochrony Pogranicza.
W 1976 roku rozformowało 19 Kętrzyński Oddział WOP, a placówkę przekazano do 22 Białostockiego Oddziału WOP.
W 1976 roku odtwarzano brygady na granicy ze Związkiem Radzieckim. Na bazie 22 Białostockiego Oddziału WOP sformowano Podlasko-Mazurską Brygadę WOP. W jej strukturach, na bazie placówki WOP Węgorzewo zorganizowano strażnicę WOP Węgorzewo.
W 1991 roku strażnica SG W Węgorzewie przeszła do W-MOSG z rozformowanej Podlasko-Mazurskiej Brygady WOP.
W wyniku realizacji kolejnego etapu zmian organizacyjnych w Straży Granicznej w 2002 roku, strażnica uzyskała status strażnicy SG I kategorii.
24 sierpnia 2005 roku funkcjonującą dotychczas strażnicę SG w Węgorzewie przemianowano na placówkę Straży Granicznej w Węgorzewie.

## Ochrona granicy
W 1991 roku strażnica SG W Węgorzewie ochraniała odcinek granicy od znaku granicznego 2119 (wył.) do znaku granicznego 2176 o długości 24,94 km. Od zachodu graniczyła ze strażnicą SG w Barcianach, od wschodu ze strażnicą SG W Baniach Mazurskich. 
Ochraniany odcinek uległ skróceniu z dniem 1.05.2004 roku, gdy zachodni odcinek granicy o długości 400 m przekazano strażnicy SG W Barcianach, a wschodni o długości 2,2 km strażnicy SG W Baniach Mazurskich. Od tego czasu jednostka organizacyjna ochraniała odcinek od znaku granicznego 2124 (wył.) do wschodniego brzegu rzeki Oświnka o długości 22,42 km.

## Komendanci strażnicy
- mjr SG Henryk Baranowski (10.05.1991-28.02.1997)
- kpt. SG Romuald Koszczyc (1.03.1997-14.10.1999)
- kpt. SG Mikołaj Kisły (15.10.1999-30.09.2001)
- ppor. SG Piotr Urbanek (1.10.2001-15.08.2002)
- p.o. por. SG Dariusz Wilczyński (18.08.2002-18.11.2002)
- ppłk SG Sławomir Hura (20.02.2003-20.02.2009)
- p.o. kpt. SG Dariusz Wilczyński (26.04.2004-17.05.2004)
- ppłk SG Paweł Pawlica (21.02.2009-2017)[7]
- mjr SG Dariusz Pietrzak (2017-?)